# Шангајски витезови
Шангајски витезови (енгл. Shanghai Knights) је америчка акциона комедија из 2003. године режисера Дејвида Добкина, са Џекијем Ченом, Овеном Вилсоном, Фан Вонг, Донијем Јеном и Ејданом Гиленом у главним улогама. Представља директан наставак Шангајског поднева из 2000. године, и премијерно је објављен 7. фебруара 2003. године.
Филм је у односу на свог претходника добио за нијансу лошије оцене, с тим што су многобројни критичари похвали глумачки перформанс Џекија Чена и Овена Вилсона, кинематографију, акционе сцене и режију, док су углавном највише замерки упутили ка целокупној радњи филма.

14. маја 2015. године, компанија Metro-Goldwyn-Mayer објавила је да ће почети  са снимањем наставка под називом Шангајска зора. Очекује се да ће Џеки Чен, Луси Лу, Овен Вилсон и Фан Вонг поновити своје улоге као Чон Ванг, принцеза Пеј-Пеј, Рој О'Банон и Чон Лин. 
Током септембра 2016. године Џаред Хес ангажован је као режисер филма, док ће Мајлс Милар и Алфред Гоф развити филмску причу заједно са Теодором Рајлијем и Ароном Бучбаумом, који су написали сценарио за филм.

## Радња
Лорд Нелсон Ратбон, заједно са својим кинеским помагачима - боксерима, проваљује у Забрањени град и краде царски печат, док његовог чувара, Ванговог оца, смртно рани. Пре него што умре, Чувар даје својој кћерки, Лин, загонетну кутију коју треба да преда свом брату, Вангу. Ванг, који је сада локални шериф у Карсон Ситију, добија загонетну кутију и писмо од своје сестре у којем сазнаје за смрт њиховог оца, као и то да се убица налази у Лондону. Прочитавши писмо, Ванг се упути у Њујорк како би пронашао свог старог партнера Роја О'Банона и узео свој део њиховог злата, да би купио карту до Лондона. Међутим, када стигне тамо сазнаје да је Рој у међувремену сво злато изгубио на инвестирање у цепелине, и да је сада запослен као конобар. 
Убрзо, њих двојица успевају да себи купе карту до Лондона путем теретног брода. Али недуго пошто су стигли, упадају у уличну тучу са локалном бандом, након које обојица заврше у затвору. Међутим, на њихово изненађење, инспектор полиције Арти Дојл им се захваљује што су поразили банду Fleet Street, коју је он већ дуго времена покушавао да ухвати. Када приликом разговора Ванг случајно помене своју сестру Лин, Арти им открива да се она налази у притвору јер је покушала да убије лорда Ратбона.
Касније, Лин успева да побегне из затвора, и заједно са Вангом и Ројом открива да лорд Ратбон сарађује са Ву Чауом, ванбрачним сином оца кинеског цара, којем је царски печат потребан као део плана да се домогне кинеског престола...

## Улоге
| Глумац             | Улога                 |
| ------------------ | --------------------- |
| Џеки Чен           | Чон Ванг              |
| Овен Вилсон        | Рој О'Банон           |
| Фан Вонг           | Чон Лин               |
| Дони Јен           | Ву Чау                |
| Ејдан Гилен        | лорд Нелсон Ратбон    |
| Том Фишер          | Артур Арти Дојл       |
| Арон Џонсон        | Чарли Чаплин          |
| Оливер Котон       | Џек Трбосек           |
| Ким Чен            | Чон Ванг старији      |
| Џема Џоунс         | краљица Викторија     |
| Том Ву             | главни боксер Лиу     |
| Кели-Мари Кер      | Клара                 |
| Константин Грегори | градоначелник Њујорка |
| Барбара Недељакова | девојка 1             |
| Ана-Луиза Плауман  | девојка 2             |
| Георгина Чапман    | девојка 3             |
| Дејзи Бомонт       | девојка са цигаретом  |
| Алисон Кинг        | проститутка           |
| Мет Хил            | заменик               |
| Бари Стантон       | канцелар              |

## Занимљивости
- Ово је први филм у коме се сукобљавају Џеки Чен и Дони Јен. Иако су обојица врло популарни у Хонг Конгу, никада се пре нису борили на великом екрану.
- Ово је први филм у коме је Фан Вонг глумила на енглеском језику
- Фан Вонг је увежбавала сцене у којима користи борилачке вештине, јер пре тога никада није тренирала овај спорт, али зато је ишла на часове балета, што јој и те како помогло у припремама за ову улогу.
- Током сцене у којој се Џеки Чен бори са кишобранима у позадини се може чути музика из филма Певање на киши[12]